# Variación de tiempo de tránsito
La variación de tiempo de tránsito (VTT) es un método para detectar exoplanetas observando variaciones en el tiempo de un tránsito. Esto proporciona un método extremadamente sensible capaz de detectar planetas adicionales en el sistema con masas potencialmente tan pequeñas como la de la Tierra. En sistemas planetarios fuertemente apretujados, la atracción gravitacional de los planetas entre ellos hace que un planeta se acelere y otro planeta se desacelere a lo largo de su órbita. La aceleración hace que el período orbital de cada planeta cambie detectando este efecto midiendo el cambio se conoce como Variaciones de Tiempo de Tránsito"Variación de tiempo" pregunta si el tránsito se produce con periodicidad estricta o si hay una variación.
La primera detección significativa de un planeta que no transita utilizando las variaciones de tiempo de tránsito se llevó a cabo con el telescopio Kepler de la NASA. El planeta en tránsito Kepler-19b muestra la variación del tiempo de tránsito con una amplitud de 5 minutos y un período de unos 300 días, lo que indica la presencia de un segundo planeta, Kepler-19c, que tiene un período que es un múltiplo casi racional del Período del planeta que transita.
En 2010, los investigadores propusieron un segundo planeta en órbita WASP-3 basado en el tránsito de sincronización de la variación, pero esta propuesta fue desmentida en 2012.
La variación de tiempo de tránsito se utilizó para descubrir Kepler-9d y ganó popularidad en 2012 para confirmar los descubrimientos del exoplaneta.
TTV también puede usarse para medir indirectamente la masa de los exoplanetas en sistemas compactos de múltiples planetas y / o sistemas cuyos planetas están en cadenas resonantes. Al realizar una serie de integraciones analíticas (TTVFaster) y numéricas (TTVFast y Mercury) de un sistema de seis planetas coplanares que interactúan gravitacionalmente, las estimaciones de masa inicial de los seis Se determinaron los planetas de TRAPPIST-1, junto con sus excentricidades orbitales.